# 18238 Frankshu
18238 Frankshu, chiamato così in onore di Frank Shu, è un asteroide della fascia principale. Scoperto nel 1973, presenta un'orbita caratterizzata da un semiasse maggiore pari a 3,0629954 UA e da un'eccentricità di 0,0835650, inclinata di 8,80631° rispetto all'eclittica.